# 9178 Momoyo
9178 Momoyo eller 1991 DU är en asteroid i huvudbältet som upptäcktes den 23 februari 1991 av de båda japanska astronomerna Shigeru Inoda och Takeshi Urata i Karasuyama. Den är uppkallad efter Takeshi Uratas fru, Momoyo Urata.
Asteroiden har en diameter på ungefär 6 kilometer och den tillhör asteroidgruppen Koronis.